# Fredrik Ekblom

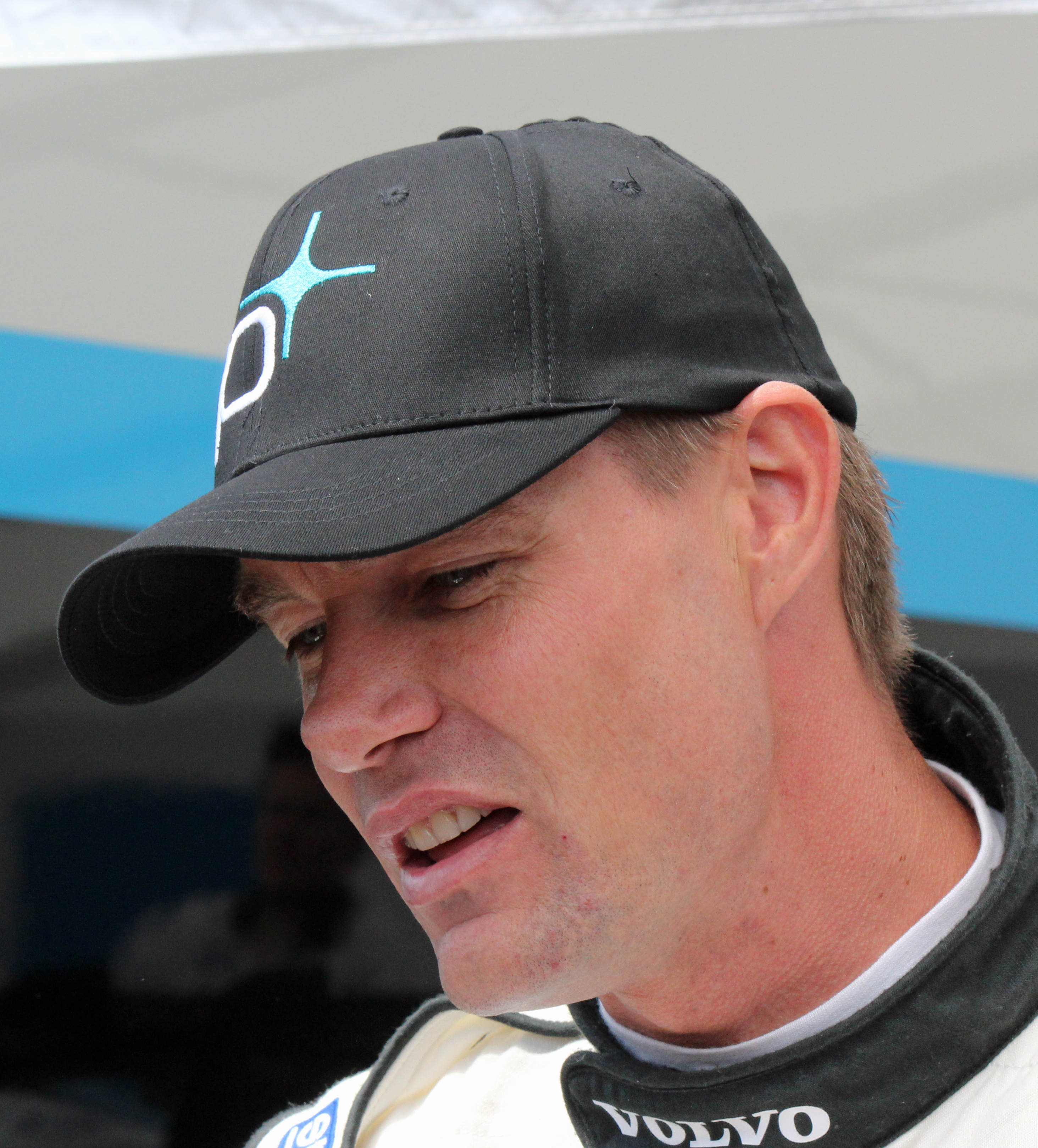
Fredrik Ekblom 2012

Lars Fredrik Wilehem Ekblom (* 6. Oktober 1970 in Kumla) ist ein ehemaliger schwedischer Autorennfahrer.

## Karriere
Er startete bei 13 Rennen in der Indy-Lights-Serie in den Jahren 1993 und 1994. Dann startete er bei drei CART-Rennen für drei unterschiedliche Teams. Er war 1994 und 1995 für das Indianapolis 500 gemeldet, nahm aber beide Male nicht teil. In den Jahren 1997 und 1998 fuhr er bei den 24-Stunden-Rennen von Le Mans für das Team Courage Compétition und 1999 für Nissan. In derselben Zeit begann er in der Schwedischen Tourenwagen-Meisterschaft (STCC) an den Start zu gehen. 1998 gewann er dort den Titel mit einem BMW und 2003 mit einem Audi. Bis 2006 fuhr er weiterhin für Audi und seit 2007 wieder für BMW.

## Statistik

### Le-Mans-Ergebnisse
| Jahr | Team                | Fahrzeug    | Teamkollege      | Teamkollege      | Platzierung | Ausfallgrund   |
| ---- | ------------------- | ----------- | ---------------- | ---------------- | ----------- | -------------- |
| 1997 | Courage Compétition | Courage C36 | Jean-Louis Ricci | Jean-Paul Libert | Rang 16     |                |
| 1998 | Courage Compétition | Courage C51 | Patrice Gay      | Takeshi Tsuchiya | Ausfall     | Leck im Kühler |
| 1999 | Nissan Motorsports  | Courage C52 | Didier Cottaz    | Marc Goossens    | Rang 8      |                |

### Sebring-Ergebnisse
| Jahr | Team           | Fahrzeug     | Teamkollege | Teamkollege | Platzierung | Ausfallgrund |
| ---- | -------------- | ------------ | ----------- | ----------- | ----------- | ------------ |
| 1995 | Brix Racing    | Spice BDG-02 | Jeremy Dale | Jay Cochran | Rang 7      |              |
| 2001 | BMW Motorsport | BMW M3 E46   | Dirk Müller |             | Ausfall     | Motorschaden |